# Fienden (roman)
Fienden (eng. The Enemy) är den första romanen i Charlie Higsons serie De levande döda. Fienden gavs ut i Sverige år 2010 av Bonnier Carlsen. Efterföljande romaner är Farsot och Fruktan. Berättelsen utspelar sig i ett postapokalyptisk London i modern tid. Alla människor, vid ålder 14 eller högre, smittas av en okänd, obotlig pandemi. De flesta avlider direkt, men de som överlever förvandlas till zombieliknande varelser.

## Handling
En grupp barn och ungdomar har efter katastrofen ockuperat en Waitrosebutik i Holloway, norra London, sedan ungefär ett år tillbaka. Även om de fortfarande lever så är deras tillvaro långt ifrån god. De saknar både elektricitet och rinnande vatten. Dessutom håller maten i närområdet på att ta slut, vilket kan leda till strider med det rivaliserande gänget, ungarna från Morrisons. Av en slump stöter de på en främling som presenterar sig som Jester och påstår sig känna till ett säkert ställe: Buckingham Palace.

## Karaktärer
Waitrose:
- Arran: Ledare för ungarna som ockuperar Waitrose
- Maxie: Arrans ställföreträdare
- Achilleus: Waitrosebarnens främste stridskämpe

Morrisons:
- Blue: Ledare för ungarna som ockuperar Morrisons
- Whitney: Blues ställföreträdare
- Stor-Mike: Morrisonsbarnens främste stridskämpe

Övriga:
- Jester: En ungdom som påstår sig föra barn till Buckingham Palace